# ميل ليمان
ميل ليمان (بالإنجليزية: Mel Lyman) هو عازف بانجو أمريكي، ولد في 24 مارس 1938 في يوريكا في الولايات المتحدة، وتوفي في 1 أبريل 1978.

## وصلات خارجية
- ميل ليمان على موقع ميوزك برينز (الإنجليزية)
- ميل ليمان على موقع ديسكوغز (الإنجليزية)